# Lecco (tỉnh)
Tỉnh Lecco (tiếng Ý Provincia di Lecco) là một tỉnh ở vùng Lombardy của Ý. Tỉnh lỵ là thành phố Lecco.
Bờ biển giữa Mandello del Lario và Varenna được gọi là "Bờ biển vàng", được coi là tốt nhất tuyệt đối, với điều kiện thời tiết tốt nhất và tầm nhìn toàn cảnh ra Hồ Como. bờ hồ Como Do tầm quan trọng của nó, các cuộc chiến tranh giành quyền chinh phục bờ hồ này rất nhiều và nếu kéo dài hàng thập kỷ, thậm chí giữa quân đội của Milan và Serenissima.
Ngày 1 tháng 1 năm 2001 tỉnh có dân số 311.452 và diện tích 816 km² được chia ra thành 90 đô thị ( Lưu trữ ngày 7 tháng 8 năm 2007 tại Wayback Machine). Đến thời điểm 31 tháng 5 năm 2005, các đô thị chính theo dân số là:
| Commune            | Dân số |
| ------------------ | ------ |
| Lecco              | 46.594 |
| Merate             | 14.375 |
| Calolziocorte      | 14.116 |
| Casatenovo         | 12.225 |
| Valmadrera         | 11.172 |
| Mandello del Lario | 10.309 |
| Galbiate           | 8.510  |
| Oggiono            | 8.203  |
| Missaglia          | 7.855  |
| Olginate           | 6.943  |
| Colico             | 6.768  |
| Olgiate Molgora    | 5.903  |
| Robbiate           | 5.414  |